# Edemir Rodríguez
Edemir Rodríguez Mercado, né le 21 octobre 1984 à Santa Cruz de la Sierra, est un footballeur international bolivien qui évolue au poste de défenseur droit.

## Carrière
Edemir Rodriguez commence sa carrière professionnelle au Real Potosí en 2004. Devenant titulaire indiscutable à partir de 2006, il remporte le tournoi d'ouverture du championnat bolivien 2007 et est sélectionné pour la première fois en équipe de Bolivie la même année. Rodriguez est retenu pour la Copa América 2007 mais la Bolivie est sortie dès le premier tour.
Il reste au total huit saisons avant de s'engager avec le Club Bolívar, faisant une saison 2011-2012 moyenne. Il quitte la Bolivie pour l'Azerbaïdjan, et le FK Bakou. En concurrence avec Jamshid Maharramov, il parvient à se faire une place comme titulaire. Edemir Rodriguez ne reste là aussi qu'une seule saison avant de retourner dans son pays natal, avec le Club Bolívar.

## Palmarès
- Vainqueur du tournoi d'ouverture du championnat bolivien 2007 (avec le Real Potosí)